# Sidomukti (Jenawi)
Sidomukti is een bestuurslaag in het regentschap Karanganyar van de provincie Midden-Java, Indonesië. Sidomukti telt 2933 inwoners (volkstelling 2010).